# Annette Brooke
Pour les articles homonymes, voir Brooke.
Annette Lesley Brooke (née Kelly ; le 7 juin 1947) est une femme politique libérale-démocrate britannique. Elle est députée de Mid Dorset et North Poole de 2001 à 2015.

## Jeunesse
Annette Lesley Kelly fait ses études à la Romford County Technical School à Romford et à la London School of Economics, où elle obtient une licence en économie. Elle se qualifie comme enseignante à Hughes Hall, Cambridge. Elle est tutrice à l'Open University pendant 19 ans à partir de 1971 et est enseignante à partir de 1974, notamment à Aylesbury, puis directrice de l'économie à la Talbot Heath School for Girls indépendante de Bournemouth, qu'elle quitte en 1994.

## Carrière parlementaire
Annette Brooke est élue conseillère au conseil d'arrondissement de Poole en 1986; elle est chef adjointe du conseil de 1995 à 1997 et de 1998 à 2000, et chef du groupe libéral-démocrate de 2000 à 2001. Elle est maire de Poole en 1998. Elle se présente pour le siège conservateur de Mid Dorset et Poole North aux élections générales de 2001.
Lors des élections précédentes, le conservateur Christopher Fraser avait remporté le siège par 681 voix. En 2001, Annette Brooke est élue par 384 voix et conserve ce siège jusqu'en 2015, où il est repris par les conservateurs. Elle prononce son premier discours le 21 juin 2001.
Au Parlement, elle est nommée à la fois whip libéral-démocrate et porte-parole pour les affaires intérieures par Charles Kennedy en 2001. En 2004, elle devient porte-parole pour l'enfance. Après les élections générales de 2005 (au cours desquelles Annette Brooke garde son siège avec une majorité nettement accrue de 5 482 voix), elle devient porte-parole pour l'éducation et les compétences, et occupe un poste similaire en tant que porte-parole pour l'enfance, les écoles et les familles.
Lors des élections générales de 2010, la majorité de Brooke tombe à 269 voix ; soit une réduction de 5 213 voix. Son principal challenger pour le siège, Nick King (Conservateur), progresse de 7,7 %, faisant de sa circonscription l'une des plus marginales des élections de 2010. Après la défaite de Sandra Gidley aux élections générales de 2010, Brooke devient la députée libérale-démocrate la plus ancienne de la 55e législature.
Brooke annonce en 2013 qu'elle se retirerait de son poste de députée lors des élections générales de 2015.

## Vie personnelle
Elle est mariée à Michael (ancien professeur de géologie et conseiller du conseil d'arrondissement de Poole depuis 2003) et a deux filles, et est associée dans son entreprise familiale de vente de roches et de minéraux, créée en 1987. Ils vivent à Broadstone.
Brooke est nommée Officier de l'Ordre de l'Empire britannique (OBE) lors des honneurs du Nouvel An 2013 pour services publics et politiques. Elle est élevée au rang de Dame Commandeur de l'Ordre de l'Empire britannique (DBE) dans les listes d'honneurs de dissolution 2015 le 27 août 2015. Elle est nommée au Conseil privé le 16 juillet 2014.